# アブソリュート位置検出器
アブソリュート位置検出器とは絶対位置を検出するセンサのことである。符号板を用いたエンコーダや、可変抵抗器であるポテンショメータなどが該当する。これらのセンサは電源が切られても原点復帰による初期値合わせが基本的に不要である。ロボットや情報機器の位置検出において、停電時においても位置情報を失わないことが求められる場合、アブソリュート位置検出器が使用される。

## レゾルバによるもの
ファクトリーオートメーションの世界では反復動作においても狂いの少ない絶対位置検出器が求められる。その要望に応えるため、二相交流を用いたレゾルバで固定子に供給された交流電圧と回転子コイルの誘起電圧との位相差を求めることで絶対回転角を得ることができる。回転子にコイルを用いず偏心した鉄心を用いることで回転角に応じた位相の交流出力を得るタイプの検出器としてNSDよりアブソコーダ®が1981年に発表されている。レゾルバを複数、精密な、歯数比n:n-1のギア比で連結すると多回転対応型が得られる。いずれもポテンショメータと異なり回転角の制限は無い。

## エンコーダによるもの
ロータリエンコーダの出力を積算することにより絶対位置を得ることが可能であるが、積算部分の停電時にセンサが動いてしまうとその分は積算されず、ずれてしまう問題がある。符号盤を用いたエンコーダでは絶対角を得られるが、構造上、分解能が低い問題があった。その問題を解決するため、M系列コードを用いたエンコーダが上市されている。